# Almis ibn Selkej
Almis ibn Selkej a volgai bolgárok uralkodója, elteberje volt a 10. század elején. Apja, Selkej még pogány volt, ő azonban már áttért az iszlámra Dzsafar néven. Hitetlen atyjának iszlám szokás szerint a neve Abdallah („Isten szolgája”), így az ő teljes iszlám neve Dzsafar ibn Abdallah.  Eredeti neve, Almis valószínűleg ugyanaz a név, mint a magyar Álmos fejedelemé, a név maga gyakori volt a sztyeppén. 
922. május 12-én érkezett udvarába Ahmad ibn Fadlán arab történetíró követként, aki művében részletekkel szolgált róla, népéről, a volgai bolgárokról és földjéről, Volgai Bolgárországról. 